# Galeria Nacional da Úmbria
A Galeria Nacional da Úmbria (em italiano: Galleria Nazionale dell'Umbria) é um museu de arte de Perúgia, na Itália.
A coleção compreende um extensa amostragem da escola umbra de arte ao longo dos séculos XIII a XIX. Suas origens remontam às atividades da Academia de Desenho, que começou a reunir, no século XVI, um acervo de pinturas e desenhos com objetivos didáticos. Em 1873 a coleção foi transferida para o Palazzo dei Priori, onde está até hoje. Em 1918 passou a ser propriedade do Estado e foi denominada Regia Galleria Vannucci, sob o patrocínio do rei. Mais tarde assumiu o nome atual.
Entre os destaques da coleção se acham obras de Arnolfo di Cambio, Nicola Pisano, Giovanni Pisano, Duccio di Buoninsegna, Gentile da Fabriano, Beato Angelico, Benozzo Gozzoli, Piero della Francesca, Agostino di Duccio, Francesco di Giorgio Martini, Perugino, Pinturicchio, Orazio Gentileschi, Pietro da Cortona, Sebastiano Conca, Pierre Subleyras e Álvaro Pires de Évora.

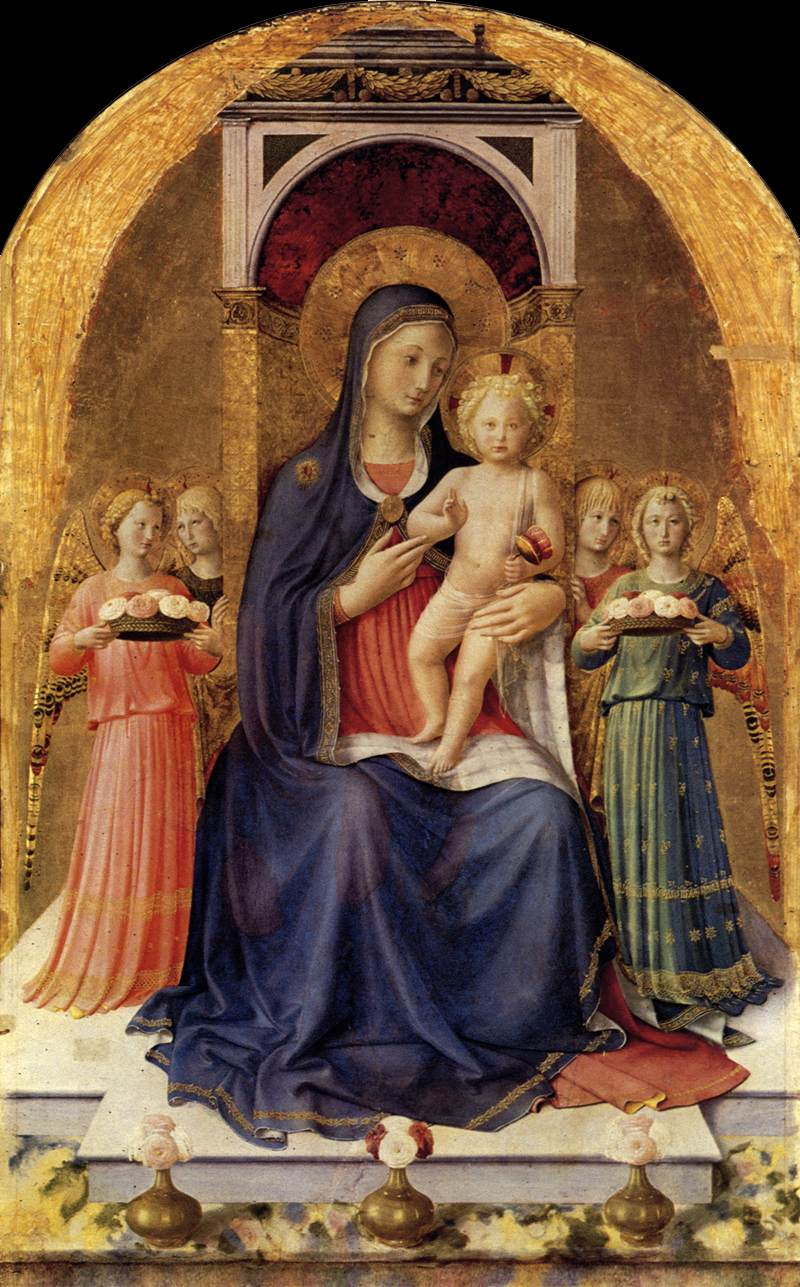
Beato Angelico: Madonna e o Menino, parte central do políptico Retábulo de Perúgia, c. 1437
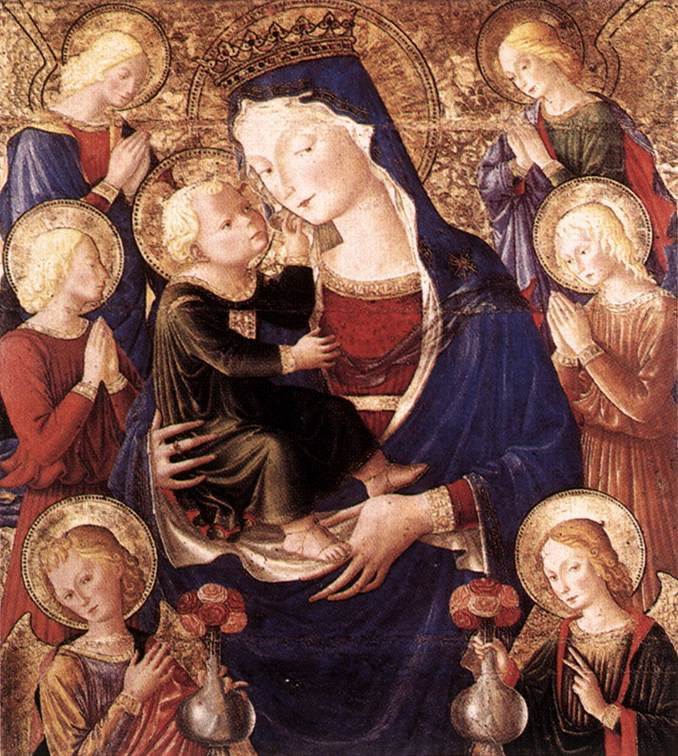
Bartolomeo Caporali: Madonna e o Menino entre anjos
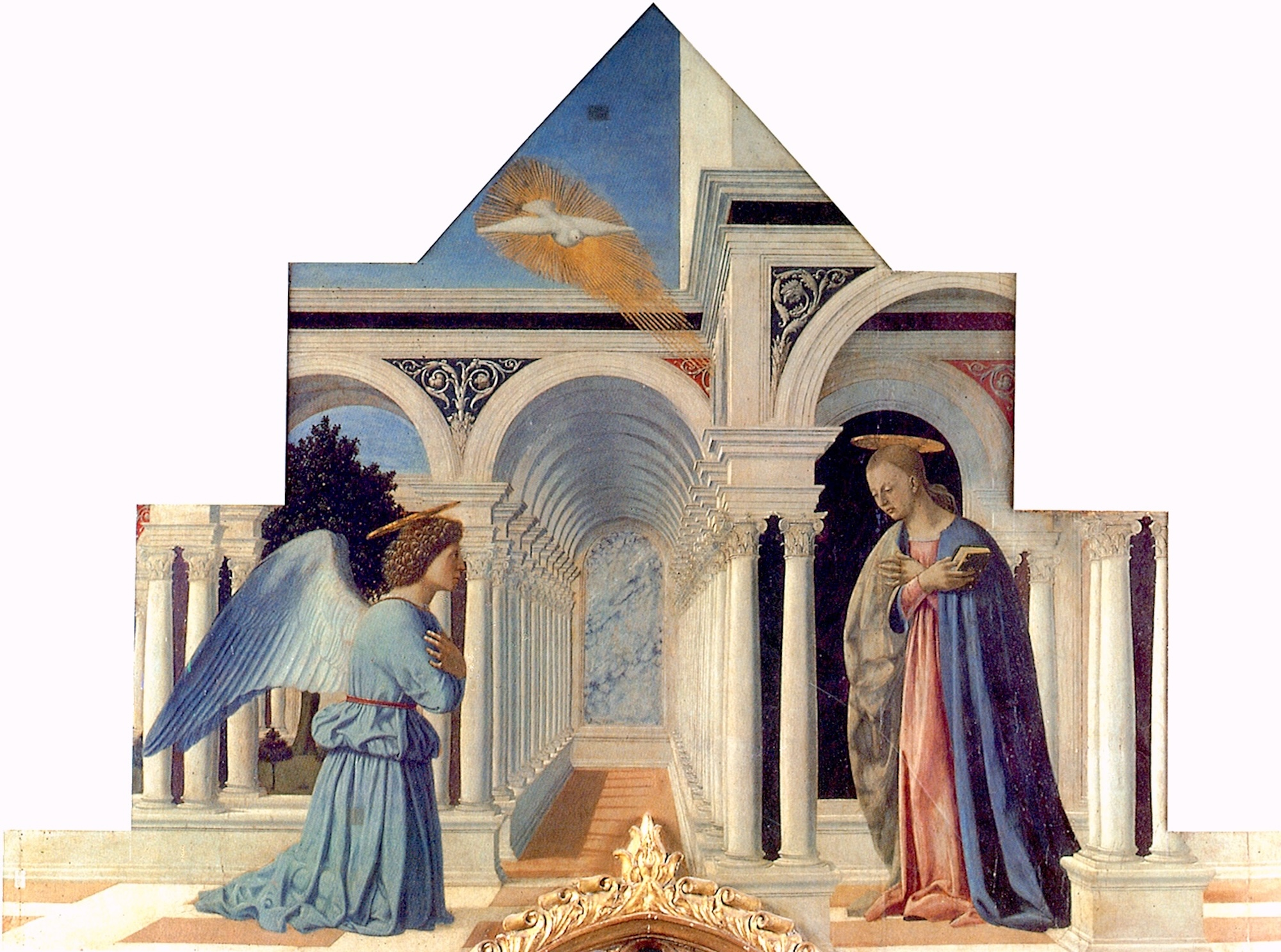
Piero della Francesca: Anunciação, parte do Políptico de Santo Antônio, 1460-1470
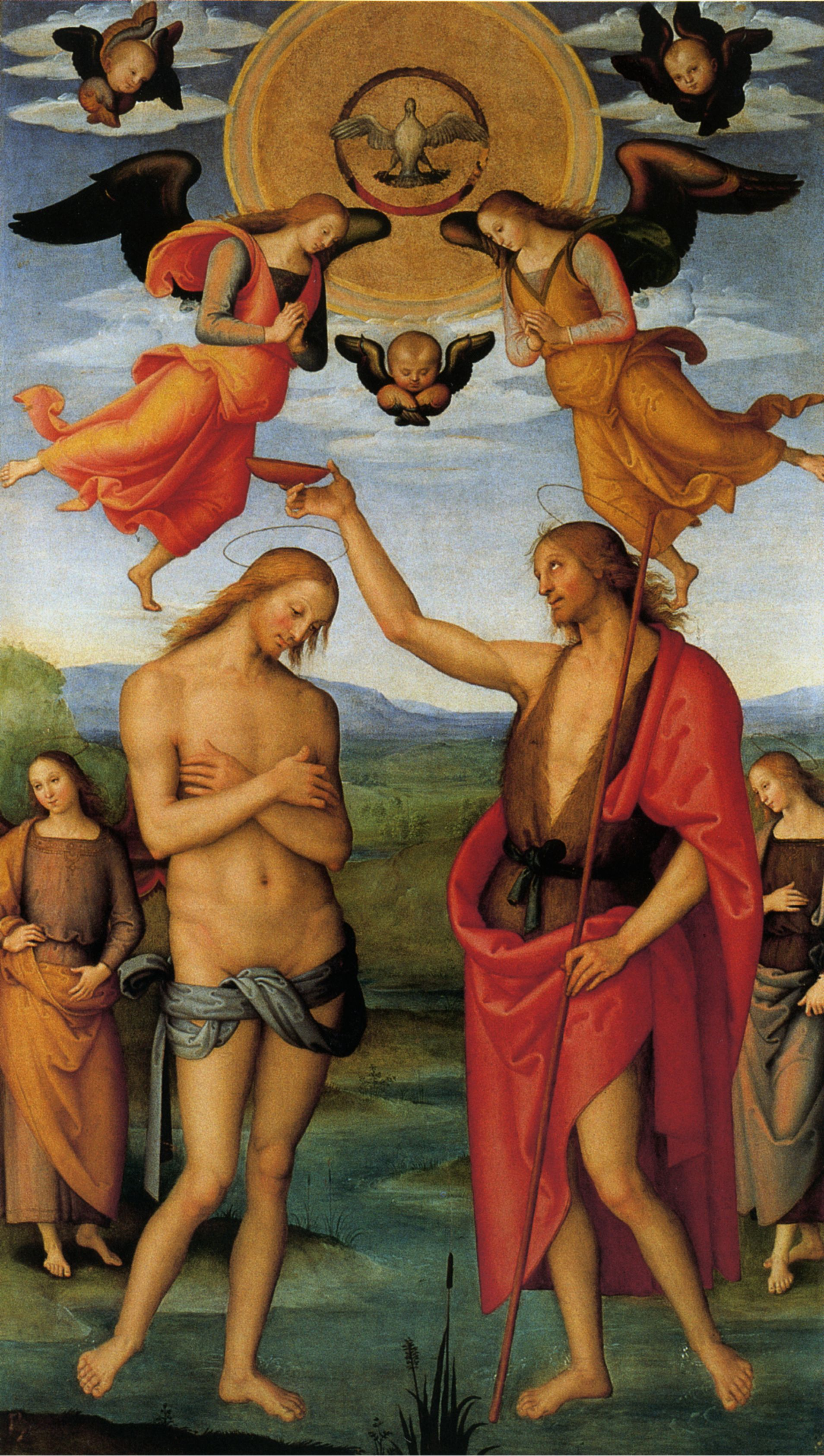
Perugino: Batismo de Cristo, parte do políptico Pala di Sant’Agostino, 1512-1523